# Crossomys moncktoni
Genre
Espèce
Statut de conservation UICN

 LC  : Préoccupation mineure
Répartition géographique
Crossomys moncktoni est la seule espèce du genre Crossomys. C'est un rongeur de la sous-famille des Murinés. Ce sont des rats aquatiques endémiques de Nouvelle-Guinée.